# Herrschaft Hausen

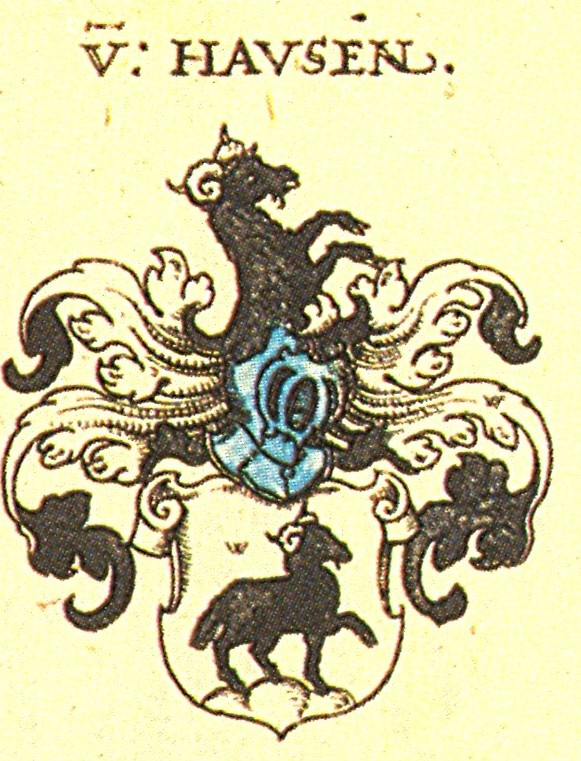
Familienwappen nach Siebmachers Wappenbuch

Die Herrschaft Hausen umfasste die Burg Hausen bei Hausen im Tal, heute ein Ortsteil von Beuron, sowie die heute zum baden-württembergischen Landkreis Sigmaringen gehörenden Orte Stetten am kalten Markt, Nusplingen, Ober- und Unterglashütte – heute Ortsteile von Stetten am kalten Markt – sowie die Hälfte des Dorfes Neidingen.

## Familien

### Hausen-Stetten
Die Burg Hausen wurde im 11. Jahrhundert errichtet. Nach ihr nannten sich Vasallen der Grafen von Pfullendorf. Nach 1200 erschien eine neue Familie als Zweig der Herren von Ramsberg, die sich ebenfalls von Hausen nannten. Um 1550 baute Veit Georg, ein Sohn des Sixt von Hausen, das neue Schloss in Stetten am kalten Markt. Wolfgang von Hausen war bis 1613 Bischof von Regensburg.
1648 starb mit Joachim dem Jüngeren der letzte von Hausen. Das Erbe sollte an Berthold von Stein zu Klingenstein gehen, aber Österreich als Oberlehensherr zog das Lehen ein. 1682 wurde die Herrschaft an Albrecht Fugger, Graf zu Kirchberg und Weißenhorn verkauft. 1735 kam die Herrschaft an Marquard Graf Schenk von Castell. 1785 erfolgte der pfandschaftliche Übergang an das Kloster Salem. Nach der Aufhebung des Reichsstiftes kam die Herrschaft an das Großherzogtum Baden.
Am 25. August 1958 wurde bei Erweiterungsarbeiten an der Stettener Pfarrkirche in einem sonst vermauerten unterirdischen Raum die Grablege der Herren von Hausen-Stetten mit Skeletten und beigegebenen Waffen freigelegt.

### Hausen-Margrethausen
Eine andere Burg Hausen, auch Burg am Heubelstein genannt, wurde vermutlich von den Ortsherren von Hausen, später Margrethausen genannt, erbaut. Dieses Geschlecht ist 1332 erstmals nachweisbar. Der 1275 erwähnte Ort Hausen gehörte zur Herrschaft Burgfelden und hatte einen eigenen Ortsadel und ein Kloster. Zur Unterscheidung von anderen Orten mit Namen „Hausen“ wurde der Name der Kirchenheiligen dem Ortsnamen hinzugefügt.